# Romulea camerooniana
Romulea camerooniana es una planta de la familia de las iridáceas. 

## Descripción
Romulea camerooniana, es una hierba que alcanza un tamaño de 7-15 cm de altura, excl. hojas; 3l cormo de 0,8-1,5 cm de diámetro; las hojas 1-6, generalmente erectas, de 6-6 cm de largo, 1-1,5 mm Ø, filiformes; tallos 1-4, 2-4 cm de largo; flores solitarias por tallo; brácteas puntiagudas, verde, estriado, 1,2-1,8 cm de largo; bractéolas con márgenes membranosos incoloros y estrechas, de 1,2-2 cm de largo; flores de  color lila, magenta a violeta o rosa, blanco y amarillo en el centro, el tubo de 7-8 mm de largo, tépalos oscuro veteado, subequales, 1,2-2 cm de largo; anteras 0,3-0,7 cm de largo.

## Ecología
Se encuentra en sitios y afloramientos rocosos; sabana; praderas húmedas en suelos pedregosos; a una altitud de 1200-3000 metros.

## Distribución
Romulea camerooniana crece en las tierras altas que van a través de una enorme franja de África, que se extiende desde las montañas de Drakensberg en Sudáfrica hasta Kenia, Sudán, el sur de Etiopía y Camerún. El formulario que se muestra aquí tiene grandes flores, la mayoría de ellas de color magenta con un centro amarillo y plumaje blanco y azul en el medio.

## Taxonomía
Romulea camerooniana fue descrita por Sebast. & Mauri y publicado en Journal of Botany, British and Foreign 14: 236. 1876.
Etimología
Romulea: nombre genérico que fue nombrado en honor de Rómulo, el fundador de Roma en la leyenda.
camerooniana: epíteto geográfico que alude a su localización en Camerún.
Sinonimia
- Bulbocodium cameroonianum (Baker) Kuntze
- Romulea alpina Rendle
- Romulea campanuloides Harms
- Romulea campanuloides var. gigantea (M.P.de Vos) M.P.de Vos
- Romulea thodei Schltr.
- Romulea thodei subsp. gigantea M.P.de Vos[5][6]